# Фуипијано ал Брембо (Бергамо)
Фуипијано ал Брембо је насеље у Италији у округу Бергамо, региону Ломбардија.
Према процени из 2011. у насељу је живело 384 становника. Насеље се налази на надморској висини од 457 м.